# Брайт, Сьюзи
Сюза́нна «Сью́зи» Брайт (англ. Susannah «Susie» Bright; 25 марта 1958, Арлингтон, Виргиния, США) — американская феминистка, писательница, журналистка, критик, редактор, издатель и продюсер.

## Биография и карьера
Сюзанна Брайт родилась 25 марта 1958 года в Арлингтоне (штат Виргиния, США) в семье лингвиста Уильяма Брайта (1928—2006) и Элизабет Брайт. Её мачеха — лингвист Лиз Менн.
Она является одним из первых авторов / активистов, называемых сексуально-либеральными феминистками. Её документы являются частью коллекции Human Sexuality в Библиотеке Корнельского университета, а также архивами в «На наших спинах». В 2005 году Брайт появилась в роли самой себя в эпизоде телесериала «Клиент всегда мёртв».
У Сьюзи есть дочь — Арета Брайт (род. 1991).

## Фильмография
| Год  |   | Русское название    | Оригинальное название | Роль              |
| ---- | - | ------------------- | --------------------- | ----------------- |
| 2005 | с | Клиент всегда мёртв | Six Feet Under        | в роли самой себя |